# Schamanistische Kosmologie
Die schamanistische Kosmologie beschreibt die (historische) Weltauffassung im klassischen Schamanismus der historischen Völker Sibiriens. Sie war bis zur Christianisierung bzw. Russifizierung durchgängig vorhanden. Heute ist davon nach Jahrhunderten der Unterdrückung und Verfolgung – selbst bei den heute wieder praktizierenden Schamanen – nur noch ein fragmentarisches Wissen vorhanden. Die folgenden Ausführungen stammen aus älteren ethnografischen Aufzeichnungen europäischer Forscher, deren Authentizität bisweilen fraglich ist und nicht mehr überprüft werden kann.
Der Begriff Schamanismus dient hier als Sammelbezeichnung für die sehr ähnlichen animistischen Religionen dieser Ethnien. Im Kontext der spirituellen Schamanismus-Thesen von Mircea Eliade, Michael Harner und anderen Autoren wird die schamanistische Kosmologie häufig auf viele andere Kulturareale der Erde ausgeweitet. Trotz mancher analoger Ähnlichkeiten gelten solche Schlussfolgerungen heute als überholt.

## Grundannahmen
Die sibirische Kosmologie enthält fünf Grundannahmen: Ihre Weltauffassung ist grundsätzlich dualistisch. Unterschieden wird die profane, diesseitige Welt der Menschen von der sakralen, jenseitigen der Geister und Ahnen.
1. Die Welt mit ihren lebenden und toten Dingen ist beseelt. Dies ist das Konzept des Animismus.
2. Nach dem Tode gibt es ein Weiterleben in einer anderen Welt. Dies ist das Konzept der Ahnenverehrung und beinhaltet die Vorstellung einer Unsterblichkeit und einer oder mehrerer persönlicher Seelen.
3. Um diesen Grundannahmen die Möglichkeit zur Entfaltung zu geben, hat die sichtbare und angenommene unsichtbare Welt eine bestimmte, von einer oder mehrerer höchsten Wesenheiten bzw. Geistmächten geformte und/oder kontrollierte Struktur. Dies ist das Konzept des von zahlreichen geringeren metaphysischen Entitäten umgebenen Hochgottes (Henotheismus).
4. Es existieren in dieser Welt auf allen Ebenen körperlose Wesenheiten, die diese Ebenen durchdringen und Macht ausüben können. Dies ist das Konzept des Geisterglaubens.
5. Der Mensch lebt im Spannungsfeld dieses kosmischen Systems und hat gegenüber diesem Gesamtsystem eine Verantwortung, vor allem gegenüber der Einhaltung der Regeln und damit der Harmonie. Krankheiten und andere negative Ereignisse können auf einer Verletzung dieser Regeln beruhen, die dann wieder „geheilt“ werden müssen. Dies ist das Konzept eines harmonischen, auch die Prinzipien einer nachhaltigen Ökologie beinhaltenden Weltverständnisses.

## Weltaufbau
Die Drei-Welten-Kosmologie ist auf manchen Schamanentrommeln dargestellt. Ein senkrechter Pfeil symbolisiert den Weltenbaum, der in der Mitte der Welt steht. Er verbindet Unterwelt, irdische Welt und Himmel miteinander. Diese Darstellung findet man auf Trommelfellen der Türken, Mongolen und Tungusen in Zentralasien und Sibirien. Das schamanische Weltbild ist vertikal strukturiert und in drei Welten gegliedert: der oberen, mittleren und unteren Welt, ohne Zusammenhang mit der einer Gut-böse-Wertung folgenden christlichen Aufteilung zwischen Himmel, Erde und Hölle. Die Grenzen zwischen diesen Welten sind jedoch nicht immer scharf gezogen, verschwimmen immer wieder und sind besonders zu bestimmten Zeiten (Nacht, zwischen den Jahreszeiten) durchlässig, so dass Kontakte zwischen den Bewohnern möglich sind und diese sich auch auf die anderen Ebenen begeben können. Allerdings ist das Verständnis dieser Welt stark ethnozentrisch geprägt, das heißt, der Brennpunkt der Schöpfung ist jeweils dort, wo sich das eigene Volk befindet.
Die Schamanen haben ihren Ursprung in diesen Vorstellungen von der Durchlässigkeit der Welten. Wie die sibirischen Mythen berichten, konnten früher alle Menschen diese Grenzen passieren, auch wenn solche Reisen sehr anstrengend und lang gewesen seien. Wegen der Unfähigkeit der Menschen zur Verständigung mit den Bewohnern der anderen Welten, für die sie unsichtbar gewesen seien, und weil die jenseitigen Geister den Kontakt mit Menschen nicht ertragen hätten, sei es schließlich üblich geworden, dass nur noch von den Geistern ausgewählte und ausgebildete Menschen solche Reisen unternahmen: die Schamanen als geschulte Mittler, ihre eigentliche Primärfunktion.

### Übersicht
Folgende Grundvorstellungen finden sich:
- Die Erde wird als runde Scheibe gesehen, die rings vom Weltmeer, einem Strom oder Gebirge umgeben ist.
- Der Himmel ist entweder wie bei Hirtennomadenvölkern ein gewaltiges Zeltdach mit mehreren vernähten Hauptnähten (die Milchstraße) oder eine halbkuppelförmige Festung. Die Himmelskuppel ruht auf den Rändern der Erdscheibe, hebt und senkt sich aber, so dass Winde und Zugvögel einströmen und die Welt wieder verlassen können. Sterne sind Löcher im Himmelsgewölbe, durch die das Licht der hellen Oberwelt dringt. Der Polarstern ist ein großer Nagel in der Mitte oder das Loch für die Weltachse oder den Weltbaum, dessen Wurzeln auf dem Boden der Unterwelt ruhen und die Erdscheibe im Erdnabel durchstoßen, derart Unter-, Mittel- und Oberwelt miteinander verbinden (vgl. die Weltesche Yggdrasil der germanischen Mythologie).
- Sterne und Sternbilder kreisen um den Polarstern. Sie sind an ihm, der Weltachse oder dem Weltbaum durch unsichtbare Bänder befestigt.
- Weltachse und Weltbaum  sind für Schamanen und Geistmächte Verbindungswege zwischen den Welten. Bei manchen sibirischen Völkern findet sich die Vorstellung eines gewaltigen Rentieres an Stelle des Weltbaumes, das mit seinem Geweih den Himmel stützt, und an dem Sonne und Mond aufgehängt sind.

### Die drei Welten
Die obere und untere Welt sind in verschiedene Schichten (neun bzw. sieben) weiter untergliedert, die bestimmten Geistmächten zugeordnet sind. Die mittlere Welt ist den Lebenden, die untere den toten Seelen vorbehalten, die im Wurzelwerk des Weltbaumes hausen, sowie einer Vielzahl von Naturgeistern und Dämonen. Der Weltenbaum hat dabei entsprechend viele Astebenen.
- Die Oberwelt: Dort leben die höheren Geister, welche die Elemente wie Feuer und Wasser, Landschaften wie die Taiga, die Berge, Flüsse und Seen und wichtigen Tiere (Herr und Herrin der Tiere) beherrschen, dazu kosmische Erscheinungen wie Sonne, Mond und Sterne sowie die Winde. Auch die Schöpfergottheiten leben hier, die in vielen teils recht unterschiedlichen Mythen präsent sind. Die Obergeister werden von den Menschen tief verehrt und haben bei den sibirischen Völkern menschliche Gestalt. Das harmonische Zusammenleben mit ihnen ist Grundlage der menschlichen Existenz und wird durch zahlreiche Tabus und Rituale abgesichert. Der Jagderfolg hängt von ihrem Wohlwollen ab.
- Die Unterwelt: Sie liegt innerhalb der Erde und ist der Bereich der Toten und Schatten, der verschiedenen bösen Geister, Dämonen und Ungeheuer. Sie ist sozial wie die Menschenwelt strukturiert, das heißt als Fortsetzung des irdischen Lebens mit Clans, Jagd, Fischfang usw. Manche sibirischen Stämme stellen sie sich allerdings als Umkehrung der Menschenwelt vor: Tag ist Nacht, Sommer ist Winter usw. Andere glauben, die Toten ernährten sich nur von Heuschrecken, hätten Eisaugen etc.
- Die Mittlere Welt: Sie ist die Sphäre der Lebewesen, Menschen, Tiere und Pflanzen. Die Menschen sind jedoch nie allein, sondern von Geistern umgeben, guten wie bösen. Zum Schutz vor deren Einflüssen sind verschiedene magische Maßnahmen wie etwa Amulette notwendig. Die Geister dürfen nicht verärgert und müssen gegebenenfalls beschwichtigt werden.

## Seele, Geister, Jenseitsvorstellung

### Seelen
Der Mensch konnte nach den Vorstellungen einiger Ethnien mehrere davon haben, bei den Jakuten zum Beispiel drei: die für das Wohlergehen des Körpers zuständige Erdseele, die Luftseele, die das Zusammenleben innerhalb der Gemeinschaft und der Umwelt regelt, und die Mutterseele, die das Bewusstsein und Denken bestimmt. Alle drei Seelen bilden zusammen die Lebenskraft (Kout-Sur), die das Wohlergehen des Menschen insgesamt bestimmt.
 Der Mensch kann auch eine Spiegelseele haben, die man beim Blick ins Wasser sieht, und eine Schattenseele, die nur bei Sonnenschein sichtbar wird. Die Seele kann sich unter bestimmten Umständen vom Körper trennen, etwa freiwillig, wie beim Schamanen, oder gezwungen wie bei schweren Krankheiten. Auch in Träumen schweift sie umher und tritt gelegentlich mit Geistern in Kontakt, was Krankheiten oder Tod auslösen kann. Beim Tod löst sie sich vom Körper und kehrt begleitet vom Schamanen zu ihrem Ursprung in der Unterwelt zurück oder geht in den Körper eines zukünftigen Menschen über (siehe auch: Seelenwanderung).

### Jenseitsvorstellungen
Um sich im teils gefährlichen Jenseits sicher bewegen zu können, benötigte der Schamane genaue Kenntnis über alle Ebenen, hochdifferenzierte „mentale Landkarten“ der jenseitigen Welten. Geister hatten ihre Heimatbereiche, die es jeweils zu finden galt und die mitunter, da diese Welten die Menschenwelt widerspiegelten, durchaus gefährlich und nur auf beschwerlichen Wegen zu erreichen waren oder von Ungeheuern und bösen Geistern bedroht wurden. Er musste weiter ihre Gebräuche kennen und ihre Geistersprache sprechen. Zwar führten ihn seine Hilfsgeister, doch wäre er ihnen ohne die Kenntnisse der „Jenseitstopographie“, ihrer Gefahren und der jeweils besten Einstiegsstellen hilflos ausgeliefert. Auch die Lage des Totenreiches musste der Schamane genau kennen, um die Ahnen aufzusuchen oder die Toten dorthin zu geleiten. Ebenso musste er die Lage der „Seelenkeimzentren“ kennen, wo neue Seelen entstanden, die Lage sicherer Verstecke für kranke Seelen, den Aufenthaltsort der Geistmächte, die er um Schutz und Hilfe bitten konnte. Es gab in der Vorstellung der sibirischen Menschen regelrechte „Schamanen-Territorien“ im Jenseits, die vom einen auf den anderen Schamanen übergingen, und die der Schamane geheim hielt. Sie wurden oft von einem speziellen Schutzgeist bewacht. Dort befand sich häufig eine Art Schutzhütte, in der gefährdete Seelen untergebracht werden konnten. Starb ein Schamane, kehrte seine Seele hierher zurück und wartete, bis sie auf einen neuen Schamanen übergehen konnte. Die Vorstellung derartiger Schamanen-Territorien war weit verbreitet. Manche Schamanen besaßen zwei derartige Territorien, hielten dieses Wissen allerdings streng geheim.

### Geistmächte
Das Jenseits der schamanischen Kosmologie ist von einer ganzen Reihe unterschiedlich mächtiger Geistmächte mit unterschiedlichen Aufgabenbereichen bevölkert. Sie müssen dem Schamanen genau bekannt sein, damit er seine Aufgaben erfüllen kann.
- Böse und Krankheitsgeister: Schwerere Krankheiten wurden meist von hochspezialisierten, nur für eine einzige Krankheit „zuständigen“ Geistern verursacht. Der Schamane musste sie alle kennen und wissen, wie sie zu erreichen waren, um eingreifen zu können.
- Herr/Herrin der Tiere: Beide waren für Jäger-Sammler- und Fischer-Völker besonders wichtig. Sie gehörten zu den Elementargeistern wie Wasser-, Berg-, Wald-, Flussgeister usw. und wohnten meist weit entfernt in den Tiefen der Berge oder des Waldes der diesseitigen Welt oder in den Tiefen des Meeres (z. B. bei den Eskimos), im Wurzelwerk des Weltbaumes usw. Es gab einen Herrn aller Tiere, der in Sibirien als bärengestaltig gedacht war (weil der Bär gelegentlich auf zwei Beinen läuft und enorm gefährlich ist). Dazu gab es die Mütter einzelner Tierarten, sofern sie gejagt wurden. Blieb der Jagderfolg aus, wurden sie um Hilfe gebeten. Das Töten der Tiere erfolgte gewöhnlich nach einem bestimmten Ritual, und der jeweilige Wildgeist wachte darüber, dass nicht mehr als nötig getötet wurden. Die Knochen, vor allem der Schädel, galten als Sitze der Seele, wurden deshalb als Opfergaben deponiert und von manchen Völkern an den Herrn der Tiere zurückgeschickt, damit er sie wieder zu Leben erweckte.[12]
- Ahnengeister: In bestimmten Notsituationen, etwa wenn zu viele Kinder starben oder geboren wurden, musste der Schamane die Ahnen aufsuchen und um Rat und Hilfe bitten. Sie waren häufig ebenfalls durch Idole präsent.
- Hilfsgeister: Sie sind wie die Schutzgeister für die Tätigkeit des Schamanen – vor allem bei der Jenseitsreise in der sogenannten rituellen Ekstase – unerlässlich. Unterschiedliche Typen führen unterschiedliche Tätigkeiten aus. Hilfsgeister fanden sich in der Natur, also Quell-, Baum-, Berggeister usw. Meist waren sie aber Wildgeister, die in Gestalt bestimmter Tiere oder Menschen auftraten und ihre Erscheinungsform jederzeit wechseln konnten. Auch die Geister toter Schamanen waren mitunter Hilfsgeister. Ein Schamane hatte meist mehrere solcher Hilfsgeister, je mehr, desto besser, da jeder Geist nur über eine einzige Kompetenz verfügte, sei es als Reisemedium für Wasser oder Luft, sei es eine bestimmte Krankheit. Die Hilfsgeister des Schamanen galten ihm als Blutsverwandte, was eine sehr enge und gute gegenseitige Bindung erforderte. Ihre Leistungen wurden auf Gegenseitigkeit erbracht. Sie waren als Idole Teil der Schamanenausrüstung, wurden gespeist, bekleidet, erhielten Ehrenplätze usw. Waren die Geister mit ihrer Behandlung unzufrieden, konnten sie den Schamanen verlassen, ihn bestrafen, wahnsinnig machen oder sogar töten.
- Schutzgeister: Sie waren noch wichtiger als die Hilfsgeister. Im hochkulturellen Schamanismus Ostasiens waren und sind sie regelrechte Schutzgötter. Gewöhnlich war dies nur eine einzige Geistmacht, etwa der Geist eines verstorbenen Schamanen der Familie. Im nördlichen Taigabereich war es meist eine weibliche Geistmacht, die dann oft tiergestaltig als „Tiermutter“ auftrat. Dieser mütterliche Aspekt beruht auf der Vorstellung, dass der künftige Schamane von der Vogelmutter im Jenseits in einem Ei ausgebrütet oder bei Tiermüttern in sich aufgenommen und geboren worden war. Der Schamane brachte also bei seiner irdischen Geburt seinen Schutzgeist bereits mit, der ihm damit eng verwandtschaftlich verbunden war, mitunter bis hin zur Identität auch außerhalb der Séancen. Er sah diesen Geist in seinem Leben dann nur dreimal: während seiner jenseitigen Geburt, Initiation und vor dem Tod. Entsprechend hatte ein derart berufener Schamane eine tiermenschliche Doppelnatur. Alles, was der Tiermutter widerfuhr, erlitt er selbst. Wegen dieser extrem engen Bindung verschwamm gelegentlich die Tiermutter mit der Herrin der Tiere, so dass der Schamane zum Bruder der Tiere wurde. Fungierte der Schutzgeist als Hilfsgeist, wurde er zu deren Anführer und erfuhr dieselbe Behandlung mit Idolen usw. Versäumte der Schamane allerdings die Pflichten gegenüber seinem Schutzgeist, verließ ihn dieser, er büßte seine Fähigkeiten ein, wurde krank und starb.
- Gottheiten und Naturgeister: Sie spielen im klassischen Schamanismus im Allgemeinen keine große Rolle. Gelegentlich musste der sehr ferne in der Oberwelt residierende Hochgott um Hilfe gebeten werden, wenn sie anders nicht zu erlangen war. Im Schamanismus der Jäger und Sammler sowie der Hirtenvölker spielten ansonsten Götter keine weitere Rolle, an Elementargeistern nur Erdgöttin, Wetter- und Meeresgötter, später Feuergötter. Wetter- und Erdgötter gehören zu Völkern mit Bodenbau, Meergötter zum Fischfang. Bei den synkretistisch beeinflussten Ethnien Süd-Sibiriens und Zentralasiens zeigen sich allerdings bereits Übergänge zum Polytheismus. So hat bei den Mongolen und bestimmten Turkvölkern eine gute Göttin Ülgen mit dem Hochgott sieben Söhne und neun Töchter, ähnlich die Göttin Tengri bei den südsibirischen Burjaten. Insgesamt kennen die Burjaten 99 Götter, 55 gute und 44 böse, die auch als weiß und schwarz charakterisiert werden und Gegenstand des dort existierenden weißen und schwarzen Schamanismus sind. Das Oberhaupt der schwarzen, Erlik, ist Herrscher der Unterwelt.[11]